# ヨルギア
ヨルギア（学名: Yorgia）はエディアカラ生物群の多細胞生物の一つ。名前はヨルガ川（発見地周辺に流れる川）にちなんで。

## 特徴
円に似た形をしており、その直径は16cm程。体はいくつかの節に分かれているが、真ん中で少しずれていて、つながっていない。砂や泥の中の有機物を食べていたと考えられている。左右の節が交互に増えて成長する。

## 分類
ヨルギアはディッキンソニアのように体が枝分かれしているため、ベンド生物(動物でも植物でもない、全く別の生物群)｣ではないかと考えられている。一方、ヨルギアの「移動した痕跡」の化石も発見されている。